# كليفتون سميث
كليفتون سميث (بالإنجليزية: Clifton Smith)‏ هو لاعب كرة قدم أمريكية أمريكي، ولد في 21 يوليو 1980 في فريبورت في الولايات المتحدة.

## وصلات خارجية
- كليفتون سميث على موقع مرجع كرة القدم المحترفة.كوم (الإنجليزية)
- كليفتون سميث على موقع JustSportsStats.com (الإنجليزية)
- كليفتون سميث على موقع كلية كرة القدم في سبورتس رفرنس.كوم (الإنجليزية)